# Comuna Prigoria, Gorj
Prigoria este o comună în județul Gorj, Oltenia, România, formată din satele Bucșana, Burlani, Călugăreasa, Dobrana, Negoiești, Prigoria (reședința) și Zorlești.

## Demografie
Componența etnică a comunei Prigoria
     Români (96,57%)
     Alte etnii (3,43%)
Componența confesională a comunei Prigoria
     Ortodocși (96,23%)
     Alte religii (0,22%)
     Necunoscută (3,54%)
Conform recensământului efectuat în 2021, populația comunei Prigoria se ridică la 2.709 locuitori, în scădere față de recensământul anterior din 2011, când fuseseră înregistrați 3.124 de locuitori. Majoritatea locuitorilor sunt români (96,57%). Din punct de vedere confesional, majoritatea locuitorilor sunt ortodocși (96,23%), iar pentru 3,54% nu se cunoaște apartenența confesională.

## Politică și administrație
Comuna Prigoria este administrată de un primar și un consiliu local compus din 11 consilieri. Primarul, Cătălin-Claudiu Bogdan[*], de la Partidul Social Democrat, este în funcție din 1 noiembrie 2024. Începând cu alegerile locale din 2024, consiliul local are următoarea componență pe partide politice:
|  | Partid                          | Consilieri | Componența Consiliului | Componența Consiliului | Componența Consiliului | Componența Consiliului | Componența Consiliului |
|  | ------------------------------- | ---------- | ---------------------- | ---------------------- | ---------------------- | ---------------------- | ---------------------- |
|  | Partidul Social Democrat        | 5          |                        |                        |                        |                        |                        |
|  | Partidul Național Liberal       | 4          |                        |                        |                        |                        |                        |
|  | Uniunea Salvați România         | 1          |                        |                        |                        |                        |                        |
|  | Alianța pentru Unirea Românilor | 1          |                        |                        |                        |                        |                        |

## Vezi și
- Biserica de lemn din Călugăreasa-Țoțoi
- Biserica „Sfântul Gheorghe și Sfântul Nicolae” din Zorlești
- Biserica „Sfântul Nicolae, Sfântul Dumitru și Sfinții Împărați” din Prigoria
- Biserica „Toți Sfinții” din Călugăreasa
- Biserica Nașterea Maicii Domnului din Negoiești
- Prigoria - Bengești (sit de importanță comunitară)

## Imagini

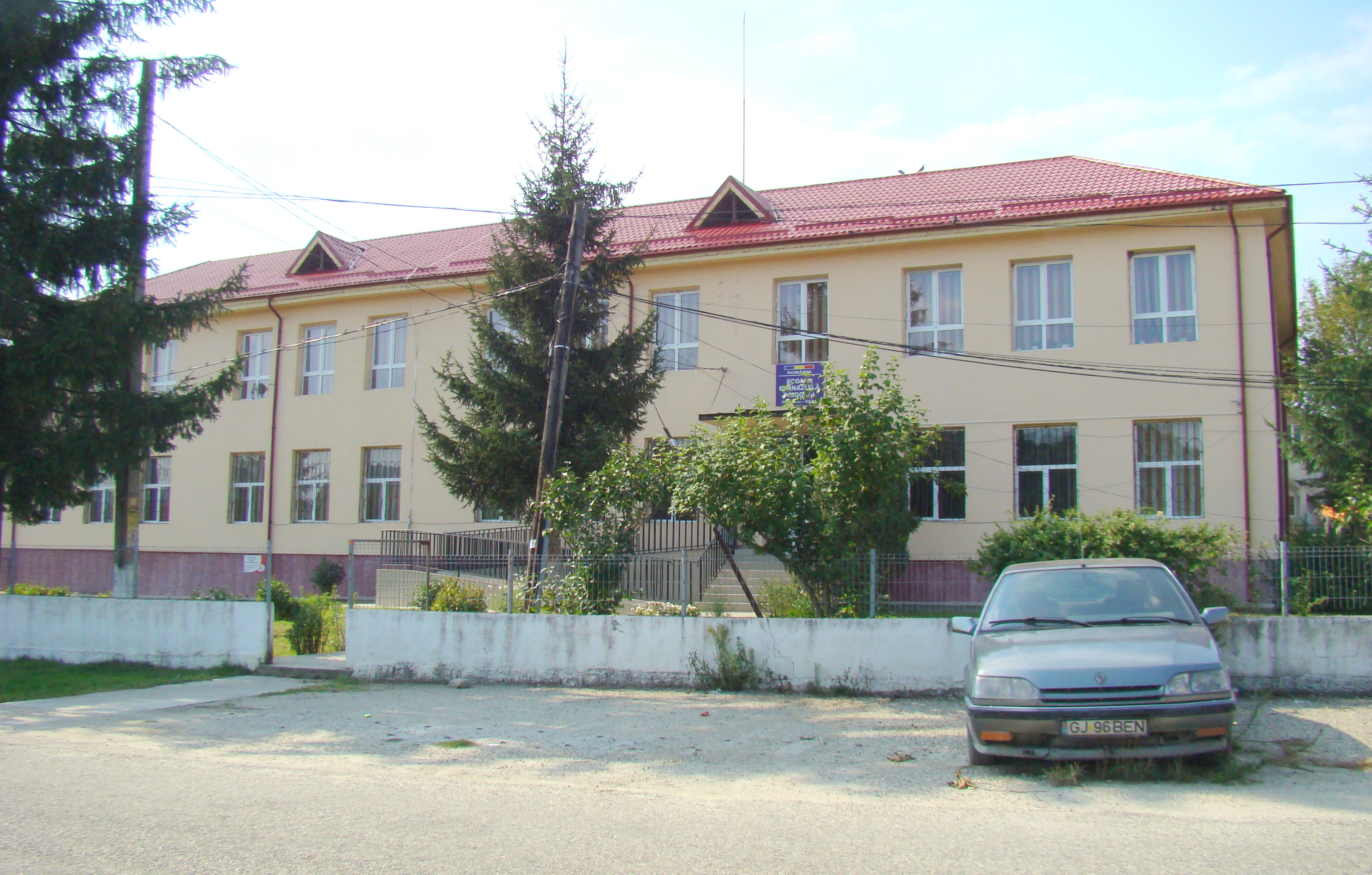
Școala din Prigoria
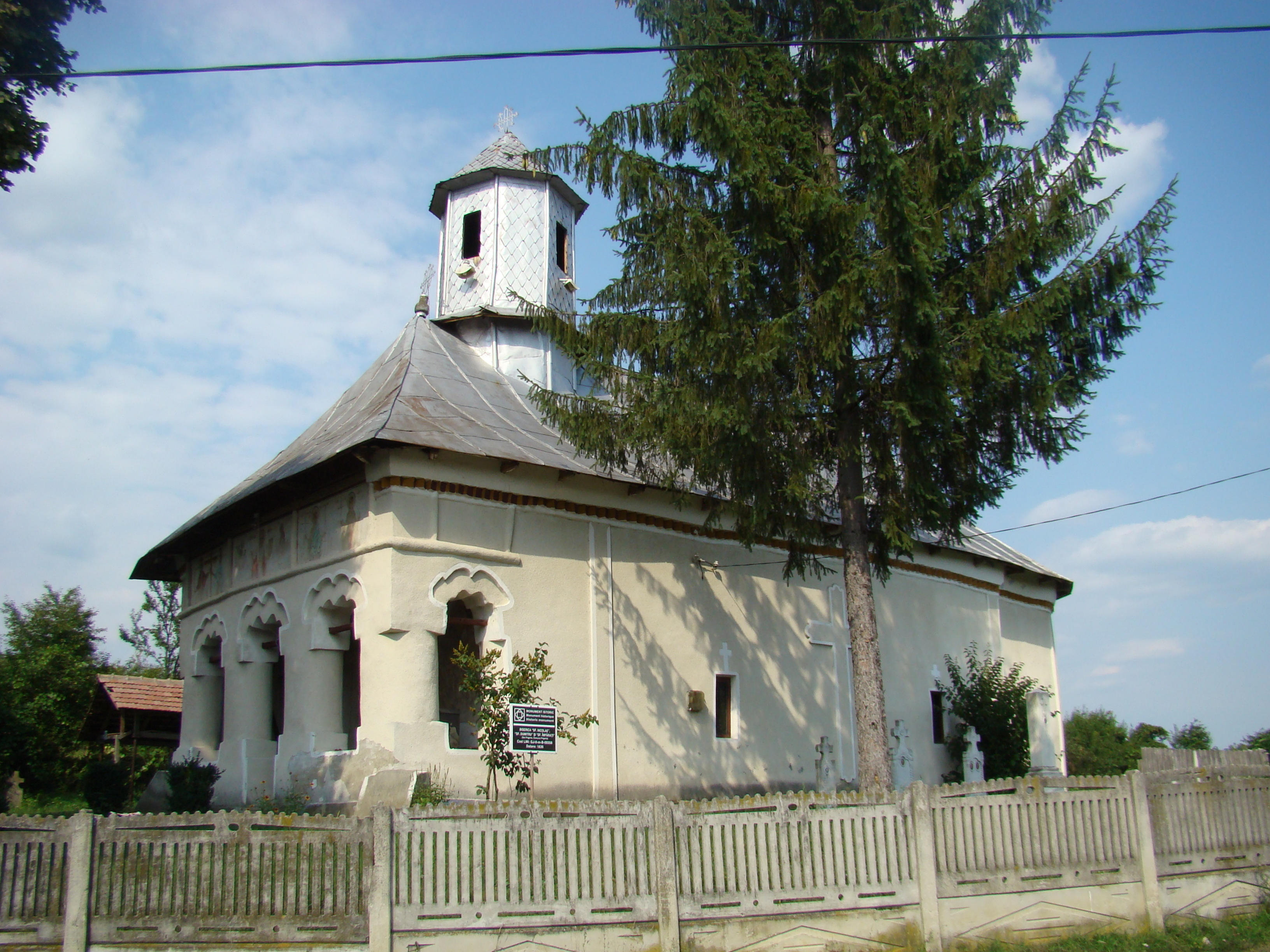
Biserica „Sf. Nicolae”, „Sf. Dumitru” și „Sf. Împărați” din Prigoria (monument istoric)
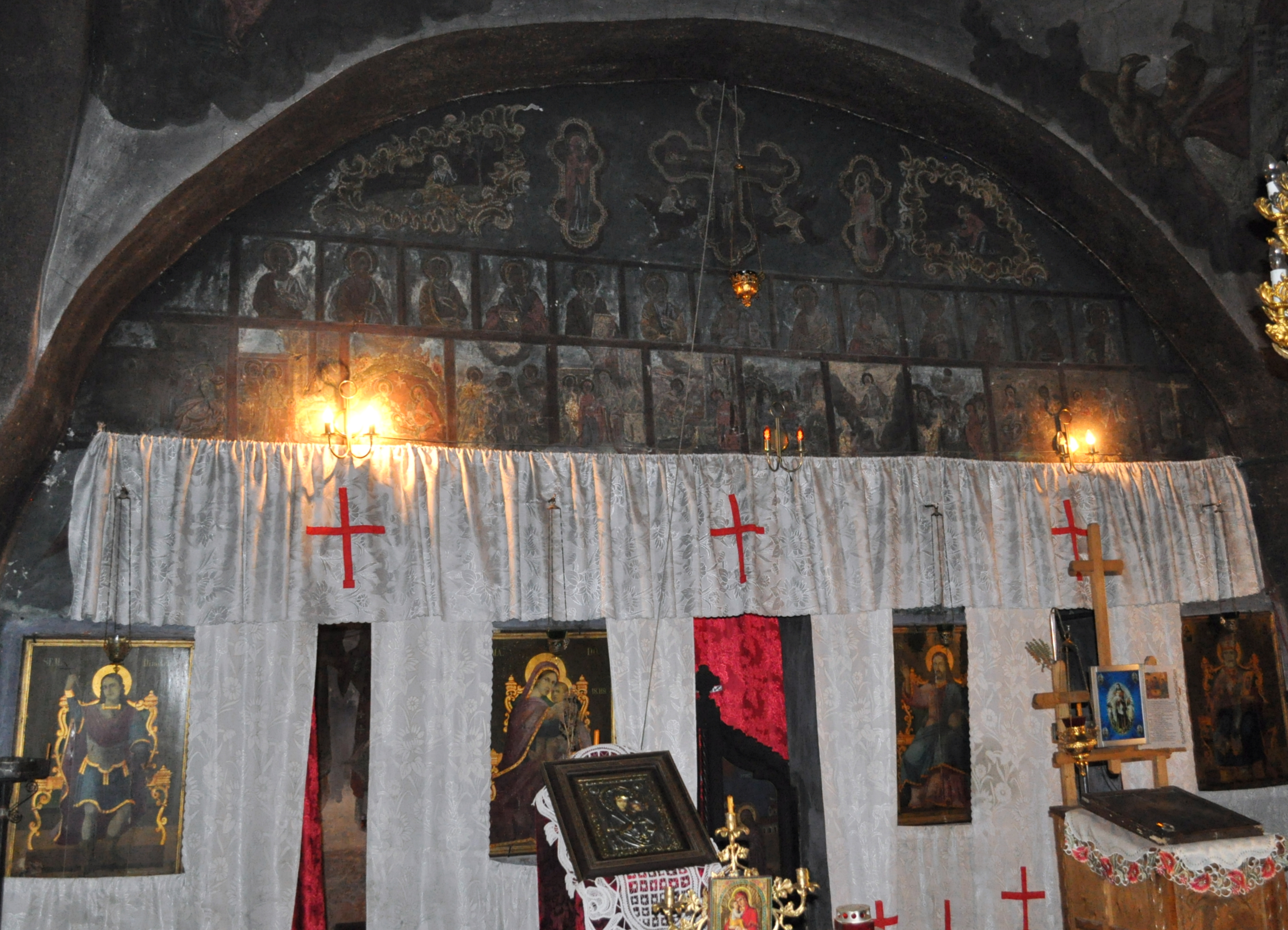
Biserica „Sf. Nicolae”, „Sf. Dumitru” și „Sf. Împărați” din Prigoria (iconostasul)
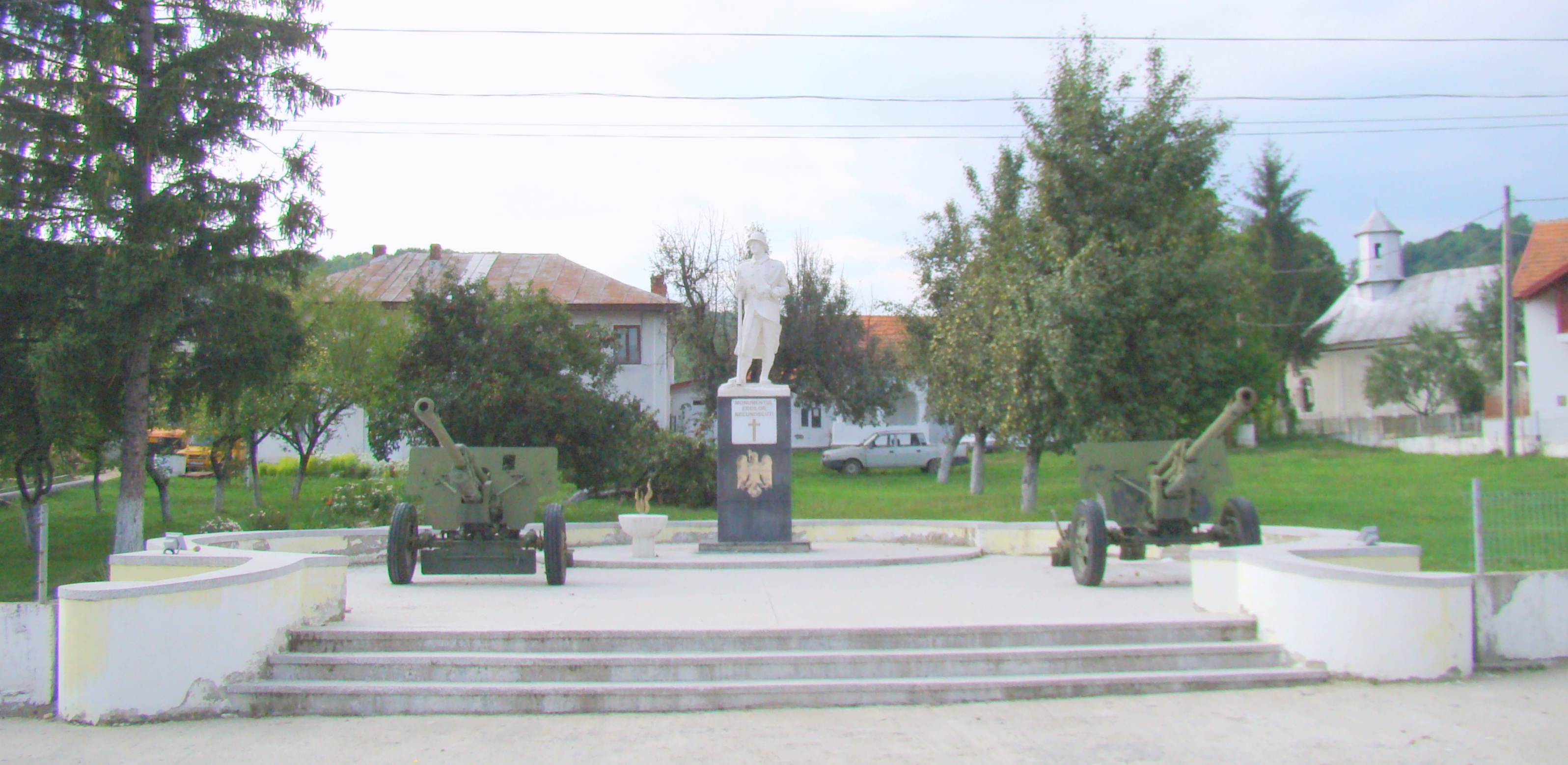
Monumentul eroilor din Prigoria
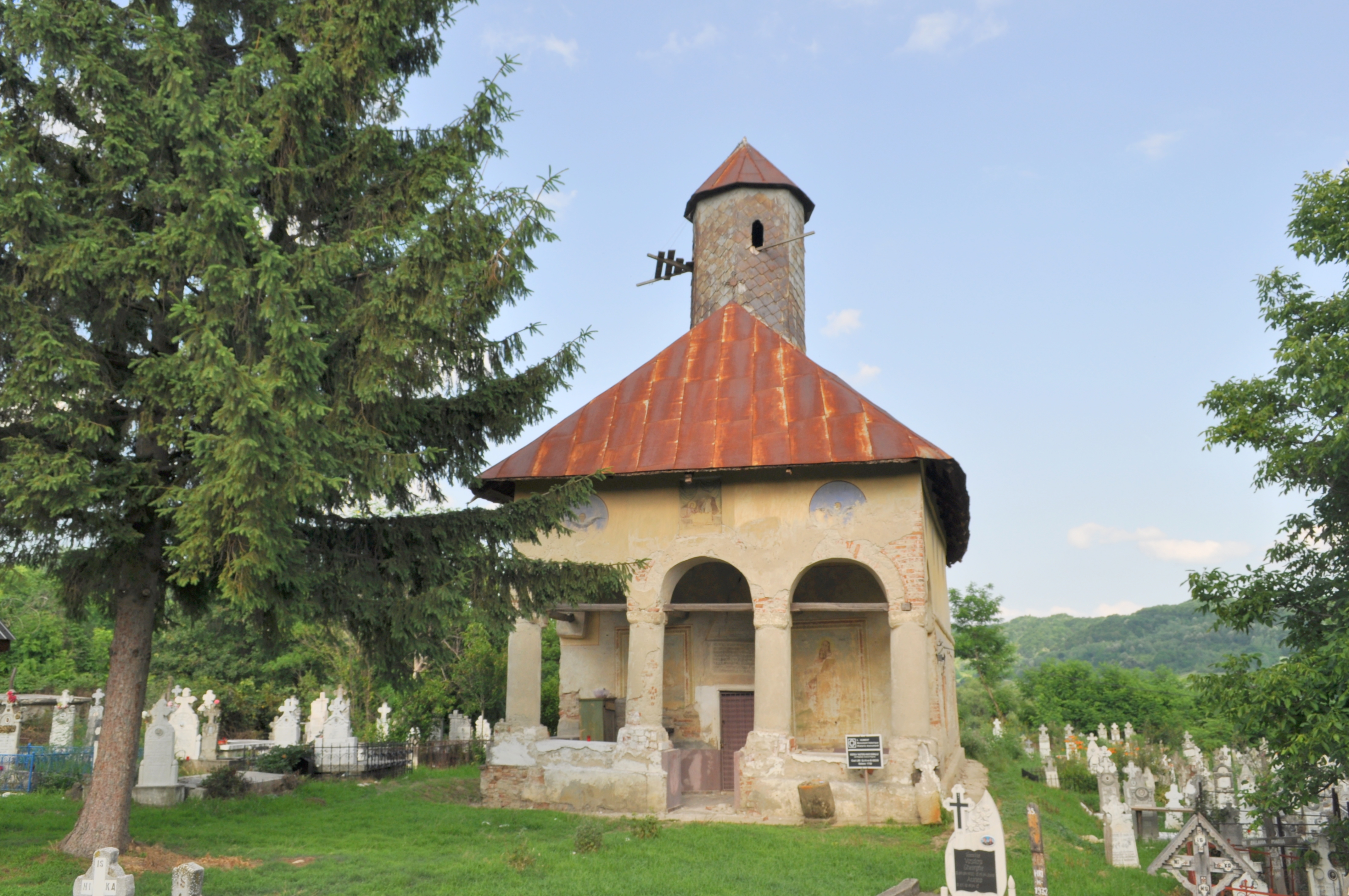
Biserica „Nașterea Maicii Domnului” din Negoiești (monument istoric)
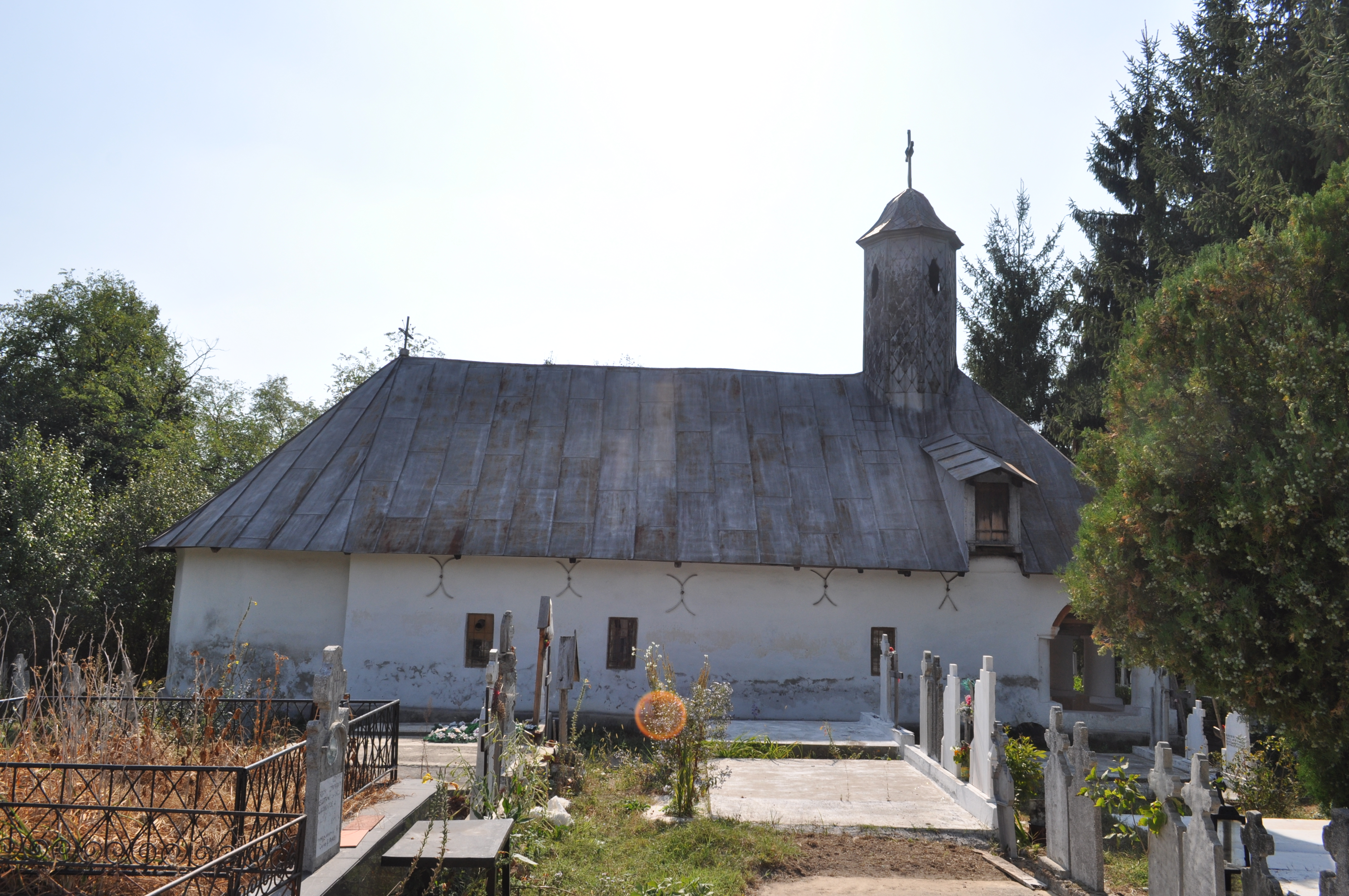
Biserica „Toți Sfinții” din Călugăreasa (monument istoric)
Călugăreasa, cătunul Țoțoi
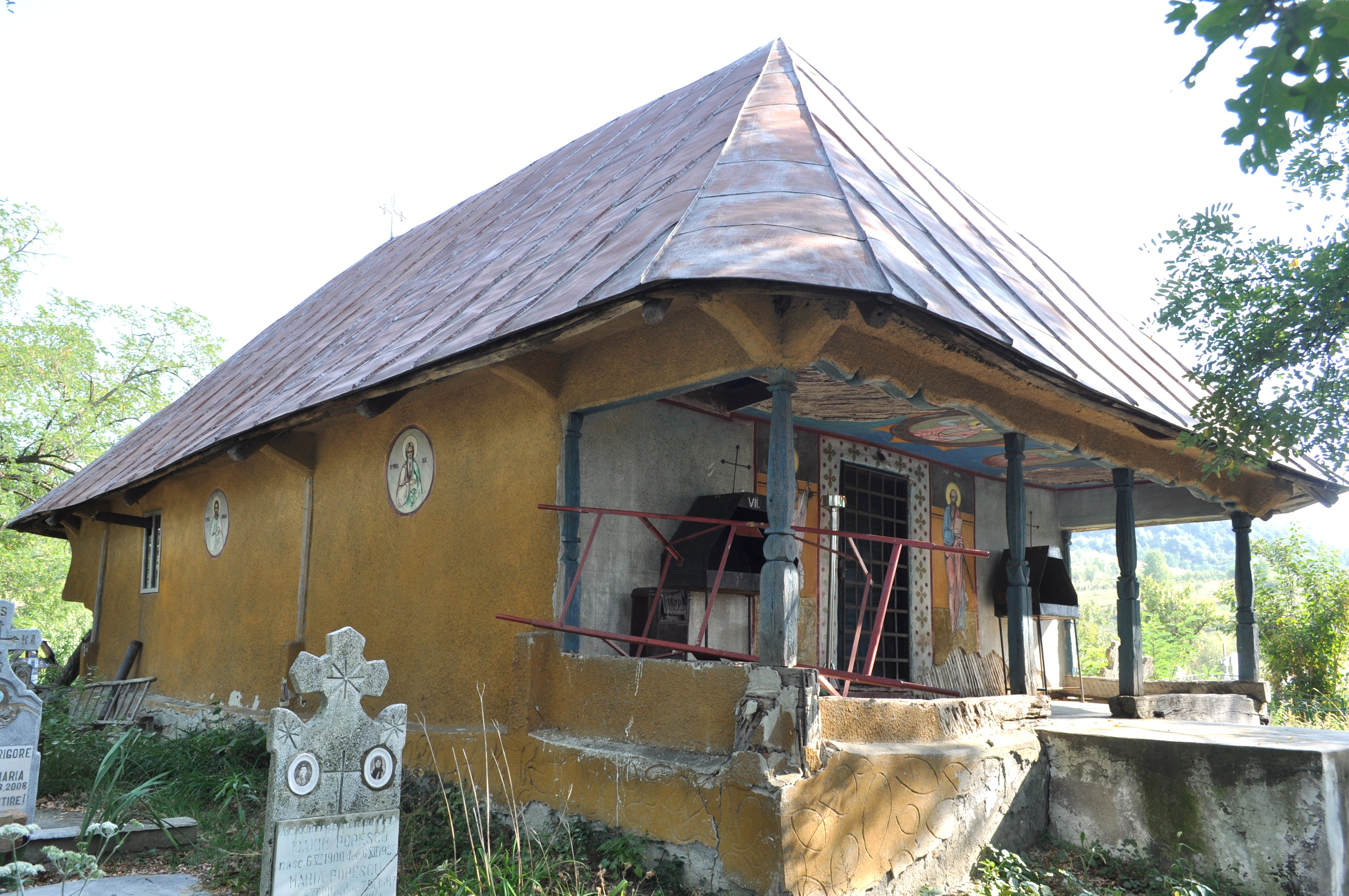
Biserica de lemn „Sfântul Gheorghe” din Călugăreasa-Țoțoi (monument istoric)
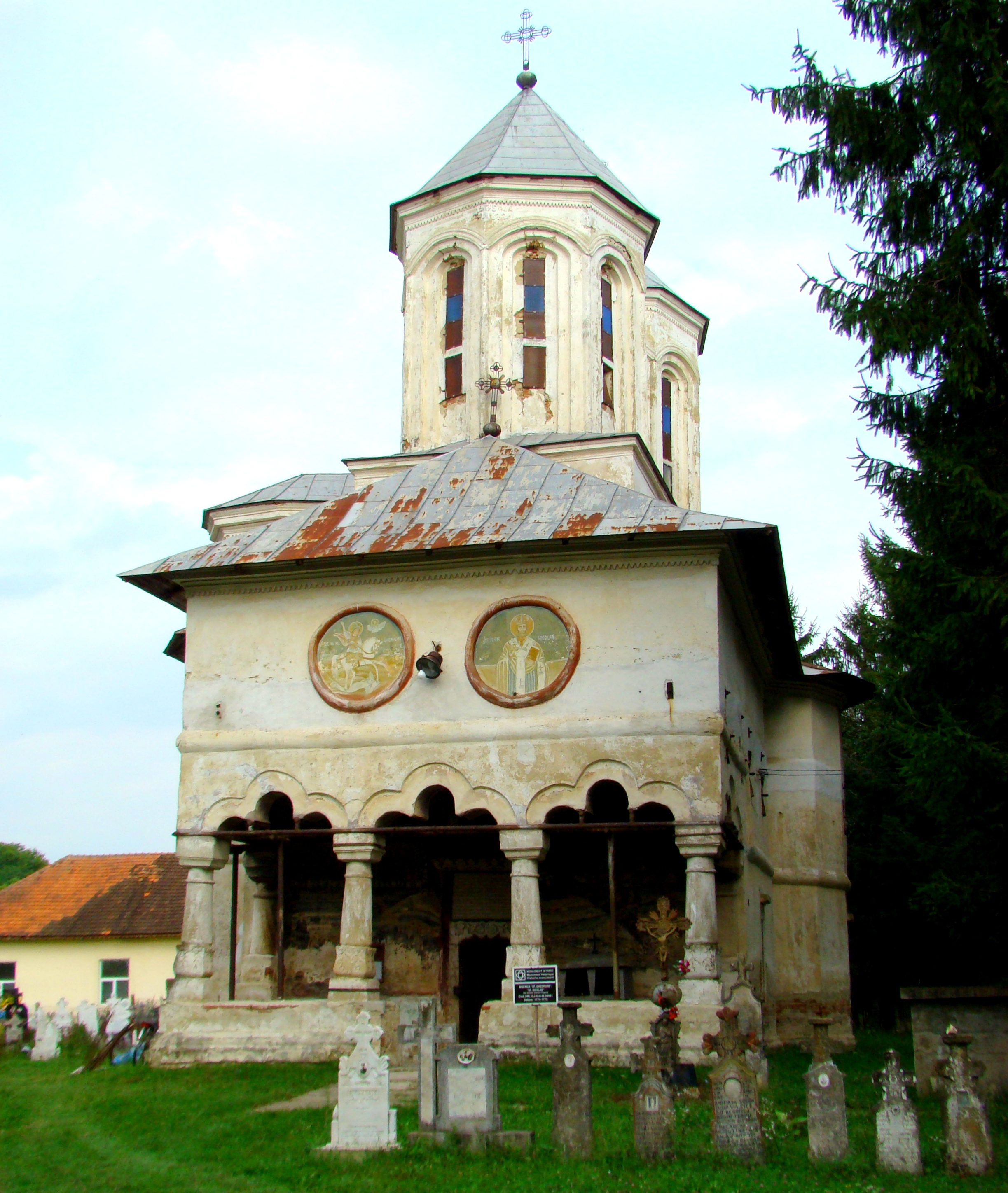
Biserica Sfântul Gheorghe din Zorlești (monument istoric)
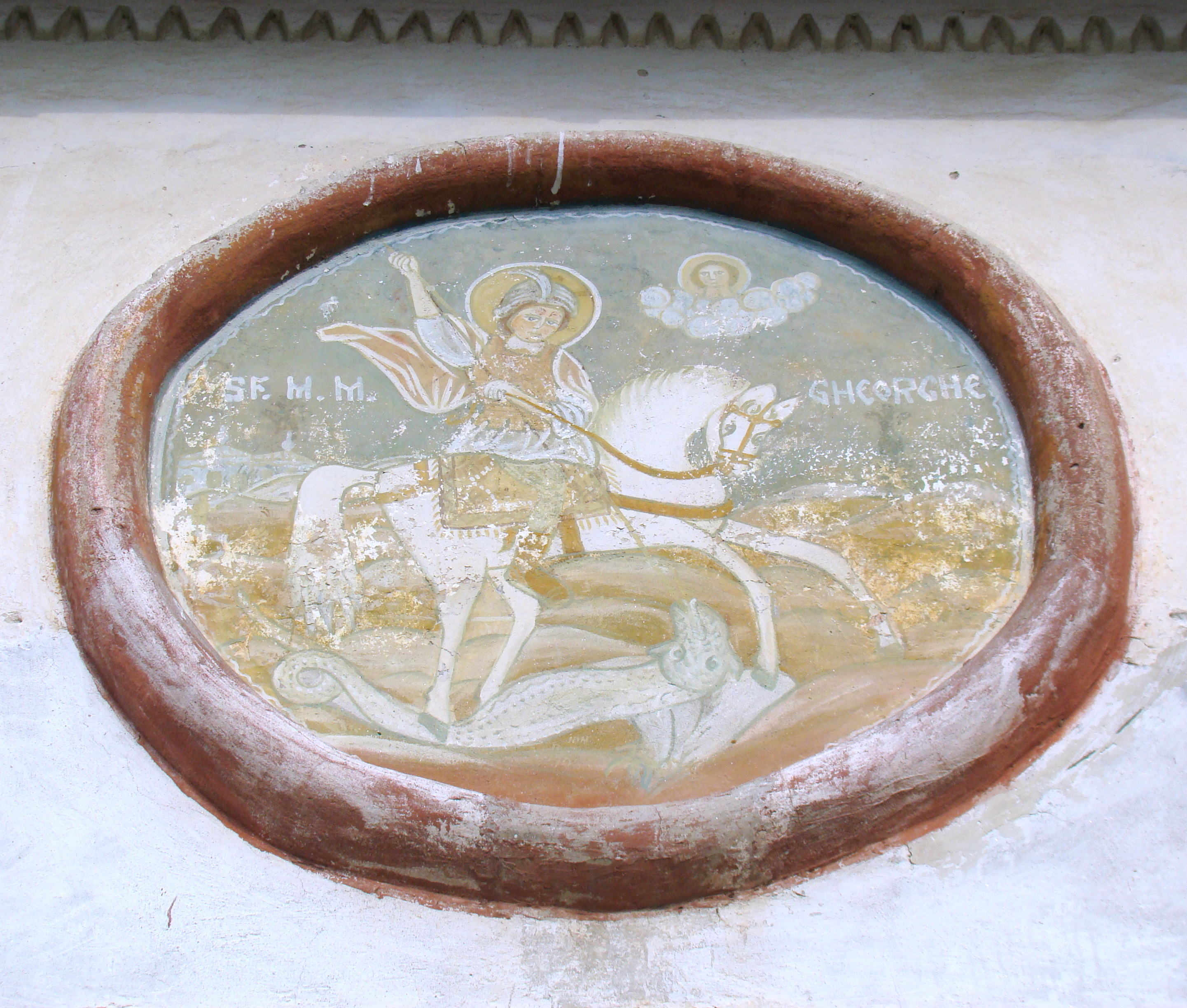
Icoana de hram